# Броненосни крайцери тип „Баян“
Баян (на руски: Баян) са серия броненосни крайцери на руския императорски флот и съветския военноморски флот. Построени са по усъвършенствания проект на фирмата Форже е Шантие де ла Медитеране (на френски: Forges et Chantiers de la Mediterranee), Франция за крайцера „Баян“. Той, както и крайцерът „Адмирал Макаров“ са френска постройка, а останалите два кораба от серията: „Палада“ и „Баян“ II са построени в Русия. Серията кораби са строени през периода 1899 – 1911 година.

## Проектиране и постройка
Поради предположението, че флотът в Далечния изток ще води операции близо до крайбрежните води, където е много вероятността за среща с големи сили на противника възникнала идеята за крайцер, който има усилено брониране и повишена живучест за сметка на автономността и далечината на плаване. Проектното задание предвижда създаването на крайцер със следните параметри:
- Пределна водоизместимост – 6700 t;
- Корпус с „нормална конструкция“, обшит в подводната част с дърво и мед;
- Скорост от 21 възела;
- Далечина на плаване до 7000 – 8000 мили при скорост 10 възела;
- Два гребни винта;
- Водотръбни котли „Белвил“;
- Черупковидна бронирана палуба и брониран пояс до горната палуба;
- Артилерийско въоръжение: 2х8", 8-10x6" и 20x3" оръдия;
- Възможност за преследващ и ретираден (при отстъпление) огън от три оръдия;
- Бронева защита на 8" и 6" оръдия с щитове от круповска броня, бронева защита на част от 3" оръдия;
- Три подводни минни апарата – един носов и два кърмови;
- Един или два бойни марса;
- Таранен форщевен.

„Баян“, първият кораб на серията, е заложен във Франция на 26 юни (8 юли) 1899 г.
След поражението в Руско-японската война Руският императорски флот се оказва без действаща и планирана корабостроителна програма. Освен това флотът има спешна нужда да попълни разредените си редици.
На 10 ноември 1904 г. морският министър взема решение за построяване в Санкт Петербург на крайцери от „подобрен“ тип „Баян“ по чертежите на главния кораб на серията – „Адмирал Макаров“. Неговият строеж е възложен на френската фирма „Forges et Chantiers“, която предала техническата документация на кораба в Русия за строежа на другите два кораба от серията. Началото на строежа се финансира с кредит, получен от Морското министерство за попълването на загубите в корабния състав на Първа тихоокеанска ескадра след началото на войната и първите загуби на флота.

## Оценка на проекта
Първият „Баян“ съответства на времето си, но поръчката на трите кораба след Руско-японската война строени по „вчерашен“ проект, със слабо брониране и особено слабо въоръжение и ниска скорост е доста сериозна стъпка встрани от правилния път. Руският флот получил три нови кораба, които са остарели с раждането си, кораби, които със своите ТТХ не съответстват на своето време.